# Алієв Самір Якуб-огли
Самір Якубогли Алієв (азерб. Samir Yaqub oğlu Əliyev, нар. 14 квітня 1979, Ташир) — азербайджанський футболіст, що грав на позиції нападника. Виступав, зокрема, за клуб «Нефтчі», а також національну збірну Азербайджану. Згодом — футбольний тренер.

## Клубна кар'єра
Народився 14 квітня 1979 року в місті Тасір. У дорослому футболі дебютував 1997 року виступами за команду клубу «Баку», взявши участь лише у 1 матчі чемпіонату.
Згодом з 1997 по 2007 рік грав у складі команд клубів МОІК, «Кяпаз», «Нефтчі», «Динамо» (Баку), «Нефтчі», «Волинь», «Уралан», «Хазар-Ланкаран» та «Інтер» (Баку).
Своєю грою за останню команду знову привернув увагу представників тренерського штабу клубу «Нефтчі», до складу якого повернувся 2007 року. Цього разу відіграв за бакинську команду наступні три сезони своєї ігрової кар'єри.
Протягом 2010—2011 років захищав кольори команди клубу «Сімург».
Завершив професіональну ігрову кар'єру у нижчоліговому клубі «Туран», за команду якого виступав протягом 2011—2012 років.

## Виступи за збірну
1997 року дебютував в офіційних матчах у складі національної збірної Азербайджану. Протягом кар'єри у національній команді, яка тривала 11 років, провів у формі головної команди країни 33 матчі, забивши 4 голи.

## Тренерська робота
З 2012 року працював з командою дублерів бакинського «Нефтчі», а 2015 року очолив головну команду клубу.
Згодом протягом 2017—2018 років був головним тренером клубу «Сабаїл».